# Songs for Swingin' Lovers!
Songs for Swingin' Lovers! –en español: «¡Canciones para amantes danzarines!»– es el décimo álbum del cantante estadounidense Frank Sinatra. Contó con arreglos de Nelson Riddle y la producción de Voyle Gilmore. Fue lanzado al mercado el 5 de marzo de 1956 y relanzado en formato CD en enero de 1987, por la discográfica Capitol Records.
El álbum fue incluido en el libro de los 1001 álbumes que hay que oír antes de morir, en el año 2005.

## Lista de Canciones
1. "You Make Me Feel So Young" (Josef Myrow, Mack Gordon) - 2:57
2. "It Happened in Monterey" (Mabel Wayne, Billy Rose) - 2:36
3. "You're Getting to Be a Habit with Me" (Harry Warren, Al Dubin) - 2:19
4. "You Brought a New Kind of Love to Me" (Sammy Fain, Irving Kahal, Pierre Norman) - 2:48
5. "Too Marvelous for Words" (Richard A. Whiting, Johnny Mercer) - 2:29
6. "Old Devil Moon" (Burton Lane, E.Y. Harburg) - 3:56
7. "Pennies from Heaven" (Arthur Johnston, Johnny Burke) - 2:44
8. "Love Is Here to Stay" (George Gershwin, Ira Gershwin) - 2:42
9. "I've Got You Under My Skin" (Cole Porter) - 3:43
10. "I Thought About You" (Jimmy Van Heusen, Mercer) - 2:30
11. "We'll Be Together Again" (Carl T. Fischer, Frankie Laine) - 4:26
12. "Makin' Whoopee" (Walter Donaldson, Gus Kahn) - 3:06
13. "Swingin' Down the Lane" (Isham Jones, Kahn) - 2:54
14. "Anything Goes" (Porter) - 2:43
15. "How About You?" (Lane, Ralph Freed) - 2:45